# Lettere a Felice
Lettere a Felice (Briefe an Felice in tedesco) è una raccolta di lettere dal 20 settembre 1912 al 16 ottobre 1917, scritte da Franz Kafka alla fidanzata Felice Bauer.

## Vicenda editoriale e contenuti
Le lettere furono acquistate nel 1955 dalla casa editrice Schocken Verlag direttamente dalla destinataria. Furono quindi pubblicate in tedesco nel 1967, a cura di Erich Heller e Jürgen Born. In italiano sono state tradotte nel 1972 da Ervino Pocar; in francese, nello stesso anno, da Marthe Robert; in inglese nel 1973 da James Stern ed Elizabeth Duckworth, quindi nel 1978 da Christopher Middleton. Le risposte di Felice a Kafka non sono state conservate.
Dalla raccolta Elias Canetti ha tratto un lungo saggio analitico (Der andere Prozess. Kafkas Briefe an Felice, 1969), evidenziando come nel fidanzamento, rotto più volte, fino alla separazione definitiva, si consumasse il combattimento psichico tra il desiderio dello scrittore di essere indipendente e libero di dedicarsi alla letteratura e l'altrettanto pressante desiderio di vivere una vita confortevole secondo le regole della media borghesia boema.

## Edizioni
- Franz Kafka, Briefe an Felice und andere Korrespondenz aus der Verlobungszeit, a cura di Erich Heller e Jürgen Born, Frankfurt a. M.: S. Fischer, 1967
- Franz Kafka, Lettere a Felice. 1912-1917, trad. Ervino Pocar, Milano: Mondadori (collana I Meridiani), 1972